# The House of Love

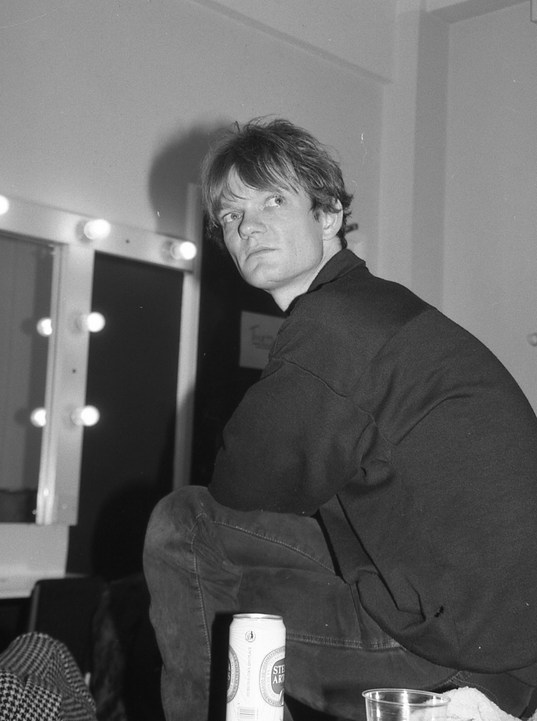
Bandmitglied Guy Chadwick am 3. Juni 1989

The House of Love ist eine britische Rockband, die Anfang der 1990er Jahre ihre größten Hits hatte.

## Bandgeschichte
Nachdem Guy Chadwicks erste Band Kingdoms nach nur einer Single wieder auseinandergegangen war, machte sich der Gitarrist und Sänger aus dem englischen Islington auf die Suche nach einer neuen Band. Für den Bandnamen stand der Roman A Spy in the House of Love von Anaïs Nin Pate. Zusammen mit seinem Freund, dem Schlagzeuger Pete Evans, suchte er weitere Musiker per Anzeige im Melody Maker und fand den Gitarristen Terry Bickers, den neuseeländischen Bassisten Chris Groothuizen und die deutsche Sängerin und Gitarristin Andrea Heukamp. Sie machten sich bald als Liveband in ihrer Heimat einen Namen.
Als großer Anhänger von The Jesus and Mary Chain blieb Chadwick hartnäckig an deren Plattenboss Alan McGee dran, bis die Band schließlich im Mai 1987 ihre erste Single Shine On aufnehmen durfte, die bei McGees Label Creation Records erschien. Dem Lob der Kritiker folgte eine wenig beachtete zweite Single, bevor sie sich durch begeisternde Konzertauftritte eine größere Fangemeinde sicherten. Sängerin Andrea, der das Touren zu viel geworden war, machte eine Pause von der Band, noch bevor 1988 die Single Christine und das erste Album erschienen. Beide Veröffentlichungen eroberten die Spitzen der Independent-Charts nicht nur in England, sondern auch im restlichen Europa und in den USA.
Obwohl sie daraufhin die Titelseiten der Musikmagazine zierten und ihnen eine große Karriere vorhergesagt wurde, startete ihre erste Single Never bei einem neuen Label mit einem moderaten Platz 41 in den offiziellen UK-Charts. Hinzu kamen die typischen Rock-’n’-Roll-Allüren wie Alkohol- und Drogenmissbrauch und Vandalismus, Negativschlagzeilen, die eher zu zurückhaltenden Reaktionen führten. Die nächste Single I Don’t Know Why I Love You blieb ebenfalls auf Platz 41 hängen, war aber dafür ihr größter Hit in den US-Modern-Rock-Charts (Platz 2 1990). Kurz darauf kam es zum Streit zwischen Guy und Terry Bickers und zur Trennung: Terry wurde durch Simon Walker, den Gitarristen der Dave Howard Singers, ersetzt.
Im Februar 1990 nahmen sie ihre allererste Single Shine On neu auf und landeten damit ihren größten Single-Hit in Großbritannien mit Platz 20. Das unmittelbar folgende Album, das wie alle frühen Alben keinen Titel trug und meist das Butterfly-Album genannt wird (wegen des abgebildeten, Cover-füllenden Schmetterlings), erreichte sogar Platz 8 der Album-Charts und verkaufte sich über 400 000 Mal. Es folgten Touren durch England, wo The House of Love sogar die Royal Albert Hall füllten, Europa und die USA.
Danach kamen Singles wie Beatles and the Stones, The Girl with the Loneliest Eyes, Feel und You Don’t Understand und sie waren ebenso wie die dritte LP Babe Rainbow durchschnittliche Charterfolge. Simon Walker verließ daraufhin 1992 aufgrund musikalischer Differenzen wieder die Band und wurde bei den Albumaufnahmen durch verschiedene Gastmusiker ersetzt. Simon Mawby, der schon für Jimmy Somerville Gitarre gespielt hatte, ergänzte die Band auf der folgenden US-Tour.
In der Folge nahmen The House of Love als Trio noch ein Album auf, das sie noch einmal in die Charts brachte, aber Pete Evans hatte bereits beschlossen, das Musikgeschäft aufzugeben, und so war 1993 erst einmal das Ende der Band gekommen.
Guy Chadwick verfolgte danach andere Projekte und versuchte sich schließlich solo, ebenso wie Chris Groothuizen. 2002 kam es schließlich zu dem etwas überraschenden Comeback von The House of Love. Zuerst schlossen sich ausgerechnet die alten Streithähne Chadwick und der ursprüngliche Gitarrist Terry Bickers, der zwischenzeitlich mit seiner Band Levitation erfolgreich gewesen war, zu einem Duo unter altem Namen zusammen. Dann kehrte auch Schlagzeuger Peter Evans zurück, Bassist Matt Jury kam neu hinzu und sie gingen wieder auf Tour. 2004 nahmen sie sogar noch einmal ein Album auf, Days Run Away, mit dessen Single-Auskopplung Love You Too Much sie 2005 erneut in die UK-Charts kamen.
2005 coverte die norwegische Band Apoptygma Berzerk ihren Hit Shine On und war damit in Deutschland in den Charts sehr erfolgreich.
2023 ist die Band, laut offizieller Webseite, wieder auf Tour und geben Konzerte in UK und Irland.

## Mitglieder
- Guy Chadwick
- Pete Evans
- Terry Bickers (bis 1989 und seit 2002)
- Chris Groothuizen (bis 1993)
- Andrea Heukamp (bis 1992)
- Simon Walker (1989–1992)
- Simon Mawby (1992/93)
- Matt Jury (seit 2002)

## Diskografie

### Alben
- The House of Love [Sampler der ersten beiden Singles] (1988)
- The House of Love [Erstes Album] (1988)
- The House of Love [Zweites Album] (1990)
- The House of Love [Drittes Album] (1990)
- Babe Rainbow (1992)
- Audience with the Mind (1993)
- The John Peel Sessions 1988:1989 (2000)
- The Fontana Years (2004)
- Days Run Away (2005)
- The Complete John Peel Sessions (2006)
- Live at the BBC (2009)
- She Paints Words In Red (2013)
- A State of Grace (2022)

### Singles
- Shine On (1987)
- Real Animal (1988)
- Christine (1988)
- Destroy the Heart (1988)
- Never (1989)
- I Don’t Know Why I Love You (1989)
- Shine On [Wiederveröffentlichung] (1990)
- Beatles and the Stones (1990)
- The Girl with the Loneliest Eyes (1991)
- Feel (1992)
- You Don’t Understand (1992)
- Crush Me (1992)
- Love You Too Much (2005)
- Gotta Be That Way (2005)